# Якушко, Ольга Филипповна
О́льга Фили́пповна Яку́шко (бел. Вольга Піліпаўна Якушка; 18 марта 1921, Минск, БССР — 21 августа 2012, Минск, Белоруссия) — советский и белорусский географ, геоморфолог, основатель белорусской школы лимнологии, доктор географических наук, профессор, заслуженный деятель науки Белорусской ССР, лауреат Государственной премии Белорусской ССР.

## Биография
Родилась 18 марта 1921 года в Минске. Отец её — сын крестьянина — известный инженер-строитель первых советских пятилеток, в том числе главного корпуса БГУ (сейчас корпус географического факультета БГУ), Оршанского льнокомбината, последней очереди Дома правительства.
В 1938 году после окончания средней школы № 5 Минска, несмотря на желание отца, чтобы дочь стала строителем или инженером, поступила на геолого-почвенно-географический факультет БГУ и к началу Великой Отечественной войны успела закончить Три курса. Война застала Якушко на учебной практике на Кавказе, потом она оказалась за Уралом в г. Курган, но после того, как узнала, что её отец был мобилизован на большую военную стройку в районе Куйбышева, поехала к нему, жила в городке на станции Безымянка, которая скоро превратилась в центр восстановления крупнейших авиационных заводов, вывезенных из Москвы. Работала на моторостроительном заводе № 24.
В 1943 году узнала о возобновлении работы Белорусского государственного университета и вернулась на учёбу на станцию Сходня под Москвой. В это же время познакомилась с В. А. Дементьевым, который читал курс физической географии.
В 1945 году после освобождения Минска Якушко вернулась в город, где вместе с преподавателями и студентами участвовала в восстановлении зданий университетского городка БГУ. В этом же году окончила географический факультет и поступила в аспирантуру, которую окончила в 1948 году.
Работает преподавателем кафедры физической географии, в 1949 году защитила кандидатскую диссертацию на тему «Геоморфология южной части Минской возвышенности». Вся дальнейшая трудовая, научная и педагогическая деятельность О. Ф. Якушко связана с университетом, где она за 40 лет прошла путь от преподавателя до доктора географических наук, профессора.
В 1952 году была утверждена в ученом звании доцента кафедры физической географии.
В 1954 году стала членом Географического общества СССР. С 1995 по 1990 год — участник Всесоюзных съездов Географического общества СССР.
С 1959 по 1961 год избиралась депутатом Минского городского Совета депутатов трудящихся. С 1967 по 1971 год являлась депутатом Ленинского районного Совета депутатов трудящихся Минска. Также была членом партийного и профсоюзного комитетов университета.
В 1970 году защитила докторскую диссертацию на тему «История развития и современное состояние озёр Севера Белоруссии» и стала первой в республике женщиной — доктором географических наук. В этом же году была награждена медалью «За доблестный труд. В ознаменование 100-летия со дня рождения Владимира Ильича Ленина».
С 1970 по 1973 годы участвовала в научно-туристических поездках по странам Восточной Африки: Танзания, Замбия, Мадагаскар, Маврикий.
В 1972 году была утверждена в учёном звании профессора по кафедре физической географии зарубежных стран. В 1973 году организовала и возглавила кафедру общего землеведения и научно-исследовательскую лабораторию озероведения.
В 1976 году была участником Международного палинологического конгресса в Индии (г. Лакхнау).
В 1978 году была командирована в Люблянский университет для научной работы, позже отправилась в Софийский университет для чтения лекций. В 1979 году проводила научную работу в Якутском университете. В 1981 году была командирована в Болгарию (г. Варна) на ХІІ съезд географов Болгарии. В 1983 году читала лекции в Берлинском университете.
В 1990 году была участником ІХ съезда Географического общества СССР и была избрана его почётным членом.

## Научная деятельность

### Научные интересы
Научная деятельность связана с изучением и картографированием ландшафтов, разработкой схемы физико-географического районирования территории Белоруссии. В теоретической геоморфологии исследования велись по проблемам литоморфогенеза Белорусского Поозерья и Минской возвышенности, геоморфологического районирования, проявления карстовых и современных процессов образования рельефа в районах распространения лёссовидных пород Минской, Новогрудской возвышенностей и Оршано-Могилёвской повышенной равнины. Широкое применение имеют работы прикладной направленности: по морфометрии рельефа, инженерной, ландшафтной и экологической геоморфологии.

### Научная деятельность
Будучи доцентом на кафедре физической географии, Якушко принимала участие в ландшафтной съемке севера и центра республики и создании схем физико-географического и геоморфологического районирования Белоруссии.
С середины 1950-х годов обратилась к изучению озер Беларуси — новой проблеме в географической науке в регионе. Писала монографии, учебные пособия, отдельные статьи, в которых на основе длительных исследований была разработана комплексная лимнологическая классификация озёр. Якушко изучала историю их развития в голоцене, закономерности эволюции лимносистем, проблемы их устойчивого развития, антропогенное эвтрофирование в условиях интенсивной хозяйственной деятельности, научные принципы обоснования охраняемых озерных ландшафтов и отдельных озёр. Настольной книгой целого поколения лимнологов стали издания: «География озёр Беларуси» (1967), «Белорусское Поозерье» (1971), «Озероведение» (1981).
В 1970-х годах при участии Якушко была сформирована школа палеогеографов Белоруссии.
В начале 1980-х годов под руководством О. Ф. Якушко и при её участии был издан первый справочник по озёрам, который включал комплекс данных более чем о 500 озерах Белоруссии.
Якушко принимала участие в изучении и картографировании ландшафтов, разработке схемы физико-географического районирования территории Белоруссии, развития отечественного и зарубежного ландшафтоведения. Совместно с болгарскими учеными она внесла существенный вклад в развитие учения об антропогенных ландшафтах: были определены критерии выделения таксономических единиц озерных ландшафтов по комплексу природных и антропогенных факторов, не имеющих аналогов в лимнологической науке.
Значителен вклад О.Ф Якушко в создание в республике сети особо охраняемых природных территорий, основу которых как правило составляют озера. Это заказники республиканского значения «Ельня» (1968), «Голубые озера» (1972), "Белое, «Кривое», «Долгое», «Ричи» (1979), «Синьша», «Красный Бор», национальные парки «Нарочанский» и «Браславский».

### Педагогическая деятельность
Якушко читала лекции по основным географическим курсам: «Общему землеведению», «Общей геоморфологии» спецкурсам «Современные проблемы геоморфологии», «Лимнология», «Геоморфология Беларуси».
В 1973 году при кафедре общего землеведения была организована новая специализация по геоморфологии и геофизике АН БССР. С этой целью публиковались многочисленные статьи и учебные пособия «Основы геоморфологии» (1986).
Принимала участие в создании учебника по географии БССР для средней школы, выдержавшего 10 изданий, хрестоматий по географии для средней школы, учебников для высшей школы «Прырода Беларусі» (1965; 1977) и «География Белоруссии» (1965; 1977), многочисленных специализированных сборников.
Якушко неоднократно выступала с докладами, лекциями на международных, всесоюзных, республиканских конференциях и съездах. Научный консультант лаборатории озероведения Якутского университета, работала в тесном сотрудничестве с Институтом озероведения АН СССР, являлась членом Совета Геогрфического общества СССР и БССР, активно работа в БелСЭ как автор многочисленных статей, член редколлегии и научный консультант.

## Награды
- В 1968 году награждена Почетной грамотой Верховного Совета БССР.
- В 1970 году награждена юбилейной медалью «За доблестный труд. В ознаменование 100-летия со дня рождения Владимира Ильича Ленина».
- В 1971 году награждена Почетной грамотой Верховного Совета БССР за успехи в развитии высшего образования и науки в связи с 50-летием БГУ.
- В 1977 году награждена нагрудным знаком «За отличные успехи в работе» в области высшего образования СССР.
- В 1980 году присвоено почетное звание Заслуженного деятеля науки БССР.
- В 1984 году награждена медалью «Ветеран труда».
- В 1986 году присуждено звание лауреата Государственной премии БССР.
- Награждена Почетной грамотой Министерства высшего и среднего образования БССР, Почетными грамотами университета и факультета.
- За значительный вклад в развитие отечественной науки и успехи в подготовке педагогических кадров в 2001 году была награждена медалью Франциска Скорины.

## Научные труды
Автор более 300 работ. Основные среди них:
- Эрозийные и делювиальные процессы в лёссовых районах БССР // Уч. зап. / БГУ им. В. И. Ленина. Сер. геолого-геогр. — Мн., 1954. — Вып. 21. — с.71-86.
- География озёр Белоруссии // Учебн.пос. для геогр.фак. ун-тов //. Мн., Вышэйш.шк.,1967, 213 с.,
- Белорусское Поозерье: История развития и современное состояние озёр Северной Белоруссии. Мн.,Вышэйш. шк., 1971. 335 с.
- Озероведение: География озёр Белоруссии: /Учебн. пос. для геогр. спец. вузов. Мн.,Вышэйш. шк.,1981. 223 с.
- Основы геоморфологии /Учебник для студентов геогр. и геол.спец. вузов/. Мн., БГУ,1997. 236 с.
- Геоморфология Беларуси./ Учебн. для студентов геогр. факультетов. В соавт./ Мн., БГУ, 2000. 172 с.
- Архивная копия от 1 декабря 2017 на Wayback Machine Вестник Белорусского государственного университета. Сер. 2, Химия. Биология. География. — 2005. — № 1. — С.55-59